# رابرت ماردیان
رابرت چارلز ماردیان (انگلیسی: Robert Charles Mardian؛ ۲۳ اکتبر ۱۹۲۳ – ۱۷ ژوئیهٔ ۲۰۰۶) وکیل و سیاست‌مدار ارمنی‌تبار اهل ایالات متحده آمریکا بود.

## زندگی‌نامه
در ۲۳ اکتبر ۱۹۲۳ در پاسادینا، کالیفرنیا به دنیا آمد و از دانشگاه کالیفرنیا، لس آنجلس و دانشگاه کلمبیا فارغ‌التحصیل شد. پدر وی ساموئل زلیگیان اصلاً اهل هاجین ولایت آدانا بود.  وی در ۱۷ ژوئیهٔ ۲۰۰۶ در سن ۸۲ سالگی در سان کلمنت، کالیفرنیا به دلیل ابتلا به بیماری سرطان ریه درگذشت.